# Jožef Ozmec
Jožef Ozmec, slovenski rimskokatoliški duhovnik, politik in gospodarski organizator, * 18. februar 1866, Obrež, † 24. oktober 1923, Ljutomer.

## Življenje in delo
Rodil se je očetu Jakobu in materi Ani (rojena Sajnkovič). Ljudsko šolo je obiskoval v Središču ob Dravi, 1. razred gimnazije  na Ptuju, ostale v Mariboru, kjer je tudi študiral teologijo in bil  25. julija 1890 posvečen v duhovnika. Kot kaplan je služboval  v Brežicah (1891–1892), v Zavrču (1892–1894), v Ljutomeru (1894–1897). Od 28. novembra 1897 do 29. decembra 1916 je bil župnik v župniji Sv. Lovrenc na Dravskem polju, od 1. januarja 1916 do smrti pa župnik in dekan v Ljutomeru.
Ozmec je s svojim naprednim gospodarstvom vplival na bližnjo okolico. V javnosti je začel delovati v Brežicah. Ko se je začelo širiti štajercijanstvo s kmetskimi in gospodarskimi gesli, ga je Ozmec na Dravskem polju zaviral s tem, da je v Lovrencu na Dravskem polju 1902 ustanovil bikorejsko zadrugo in 1908 mlekarno; obe je vodil sam. Sodeloval je pri ustanovitvi Bralnega društva (1907), ustanovil ljudsko hranilnico in posojilnico (1908), kateri je bil tudi načelnik, kmetijsko podružnico (1909), katera je skupaj s podružnico pri Marjeti na Dravskem polju (njen ustanovitelj je bil  I. Vesenjak), odločila slovensko večino v zastopstvu kmetijske družbe za Slovensko Štajersko, Slovensko Stražo (1910), dal iniciativo za ustanovitev Mladeniške in dekliške zveze (1911) ter ustanovil strojno zadrugo (1912). Leta 1911 je organiziral v Lovrencu na Dravskem polju zadružni, 1914 pa socialno-poučni tečaj. Ozmec je bil med ustanovitelji Slovenske kulturne gospodarske zveze (SKSZ) za Štajersko. Leta 1909 je bil izvoljen v ptujskem volilnem okraju na listi Slovenske kmečke zveze za deželnega poslanca.
Politično je bil aktivem tudi med vojno. V Ljutomeru je organiziral podpisovanje majniške deklaracije, skrbel za goriške begunce, ki so bili nastanjeni v okolici Ljutomera, bil predsednik nadzorstva v posojilnici, ob prevratu je deloval v Narodnem svetu, po prevratu pa je bil odbornik hranilnice. Po letu 1919 mu je huda bolezen onemogočala vsako delo.